# إشان باباخان بن عبد المجيد خان
إيشان باباخان بن عبد المجيد خان (الأوزبكية: Eshon Boboxon ibn Abdulmajidxon؛ 1858-1957 م) كان شخصية دينية إسلامية، وكان المفتي الأكبر لآسيا الوسطى السوفيتية.
وُلد باباخان في طشقند في عائلة من العلماء الذين ينسبون أنفسهم إلى أحمد يسوي، ودرس في مدرسة مويي مبارك، حيث كان والده مدرسًا. ومن بين أساتذته الآخرين شامي دوملا، الذي ترأس في عشرينيات القرن العشرين اجتماعات منتظمة لعلماء الدين المحليين حيث نُوقش الحديث.
أكد شامي دوملا على سيادة الحديث على جميع مصادر السلطة الأخرى في مسائل علم الكلام والقانون. لقد كان لتعاليم شامي دوملا تأثير دائم على فكر باباخان.
اُنتُخب إيشان باباخان مفتيًا للإدارة الروحية لمسلمي آسيا الوسطى وكازاخستان عندما تأسست الأخيرة عام 1943. وكان ابنه ضياء الدين [الإنجليزية] أمينًا لها والقاضي المعترف به رسميًا.
تُوفي في 5 حزيران 1957 عن عمر يناهز 99 عامًا ودُفن في ضريح كفال شاشي في طشقند بقرار من حكومة جمهورية أوزبكستان السوفيتية.